# Goran Jurić (glazbenik)
Goran Jurić (Karlovac, 6. svibnja 1983.) je hrvatski operni pjevač, bas. Radio je i kao prevoditelj s talijanskog. Rodom je s Korduna.

## Životopis
Rođen je u Karlovcu. U Karlovcu je u školskoj dobi učio pjevanje u Glazbenoj školi, a u Zagrebu je pohađao Glazbenu školu Vatroslava Lisinskog. U Zagrebu je apsolvirao fonetiku i talijanski jezik i književnost na Filozofskom fakultetu, a još je studirao i kemiju na zagrebačkom PMF-u.
Studij pjevanja je završio na Muzičkoj akademiji u Zagrebu, u klasi prof. Vlatke Oršanić. Usavršavao se u Salzburgu kod poznatih glazbenih imena: Piotra Beczale, Christe Ludwig i Michaela Schadea i na seminarima poznatih pedagoga.
Talijanski je usavršavao u Italiji, u Firenzi i Gemoni del Friuli. Za glumu se školovao u zagrebačkom Studiju KUBUS-u. 
Nastupao je još kao student Muzičke akademije. Odigrao je uloge Plutona u Monteverdijevu Orfeju, Sulejmana u Zajčevu Nikoli Šubiću Zrinskom te Sarastra u Mozartovoj Čarobnoj fruli, Baalova prvosvećenika u Verdijevu Nabuccu, Komtura u Mozartovu Don Giovanniju, Collinea u Puccinijevoj La bohème, u Beethovenovu Fideliju, Puccinijevoj Turandot, Verdijevu Don Carlosu i dr.
Debitirao je u zagrebačkom HNK-u. Nastupao je u Rimu u Teatru dell'opera di Roma, te u venecijanskoj opernoj kući La Fenice i njujorškom Metropolitanu. Danas je članom Državne opere u Stuttgartu, kamo je prešao iz Bavarske državne opere (njem. Bayerische Staatsoper).
Nastupao je s Hrvatskim baroknim ansamblom, Zborom HRT-a i ansamblom Cantusom. Njegovim nastupima su dirigirali poznati dirigenti kao Riccardo Muti, Zubin Mehta.
Jurićev glas je raskošnih boja, sonoran, velika raspona i prelijepa timbra. 

## Nagrade i priznanja
- prve nagrade na državnim natjecanjima studenata glazbe
- Dekanova nagrada
- posebno priznanje Rektora zagrebačkog Sveučilišta za međunarodne uspjehe
- 2005. – 1. nagrada na Državnom natjecanju učenika i studenata glazbe i plesa u Dubrovniku
- 2010. – 2. nagrada na Međunarodnom natjecanju pjevača "Mikuláš Schneider-Trnavský" u Trnavi te posebne nagrade Slovačkoga narodnog kazališta iz Bratislave i Češkoga narodnog kazališta iz Praga
- 2010. – 1. Nagrada na Međunarodnom natjecanju "Iris Adami Corradetti" u Padovi
- 2012. – nagrada Ivo Vuljević Hrvatske glazbene mladeži za najistaknutije ostvarenje mladoga glazbenika u 2012. godini

## Vanjske poveznice
- Goran Jurić - službene stranice  Arhivirana inačica izvorne stranice od 20. rujna 2013. (Wayback Machine) (hrv.) (engl.) (njem.) (tal.)
- Matica hrvatska - Jana Haluza: »Još jedan Hrvat u svjetskim opernim kućama«  Arhivirana inačica izvorne stranice od 21. listopada 2011. (Wayback Machine)
- Matica hrvatska - Jana Haluza: »Život u ravnoteži«  Arhivirana inačica izvorne stranice od 18. veljače 2021. (Wayback Machine)
- culturenet.hr - »Bas Goran jurić dobitnik nagrade Ivo Vuljević«